# Danske Sabotører i Arbejde
Danske Sabotører i Arbejde er en dansk dokumentarisk optagelse og stumfilm fra 1945.

## Handling
Danske modstandsfolk udfører jernbane- og virksomhedssabotage imod den tyske værnemagt. Virksomheden Heiber Service, som ses i klippet, blev saboteret flere gange. I 1943 skete det i alt seks gange, i 1944 én gang og i 1945 to gange. Heiber Service reparerede blandt andet biler for besættelsesmagten. De viste aktioner blev dokumenterbart udført til ære for filmfotografen. Det gælder både bombningen af Heiber Service og afvæbningen af tyske soldater.